# Biyadhoo
Biyaadhoo o Biyadhoo es una isla turística circular de 0,04 km² en el atolón de Malé del sur en la división administrativa del atolón Kaafu de las Maldivas. La isla está ubicada a 29 al sur del Aeropuerto Internacional de Malé. Se encuentra a 1 km de la isla de Makunufushi y a solo 300 metros de otra isla turística, Villivaru. Tanto las islas de Biyaadhoo como las de Villivaru son propiedad y están gestionadas por el grupo Taj de India. Está compuesto principalmente por el Biyadhoo Island Resort, pero sigue siendo una isla densamente cubierta de vegetación y bosques. El suelo rico permite el cultivo de diversas frutas y verduras, por ejemplo, numerosos árboles de coco, plátano y mango crecen en la isla. Aquí también se han empleado expertos en el cultivo hidropónico de hortalizas, algunas de las hortalizas cultivadas en la isla incluyen tomates, repollo y pepinos utilizados por el complejo turístico en la preparación de varios bufés. Hay un resort, un restaurante, spa y un bar ubicados en la isla, todos los cuales son parte del resort. También hay entretenimiento nocturno para los huéspedes varias veces a la semana.

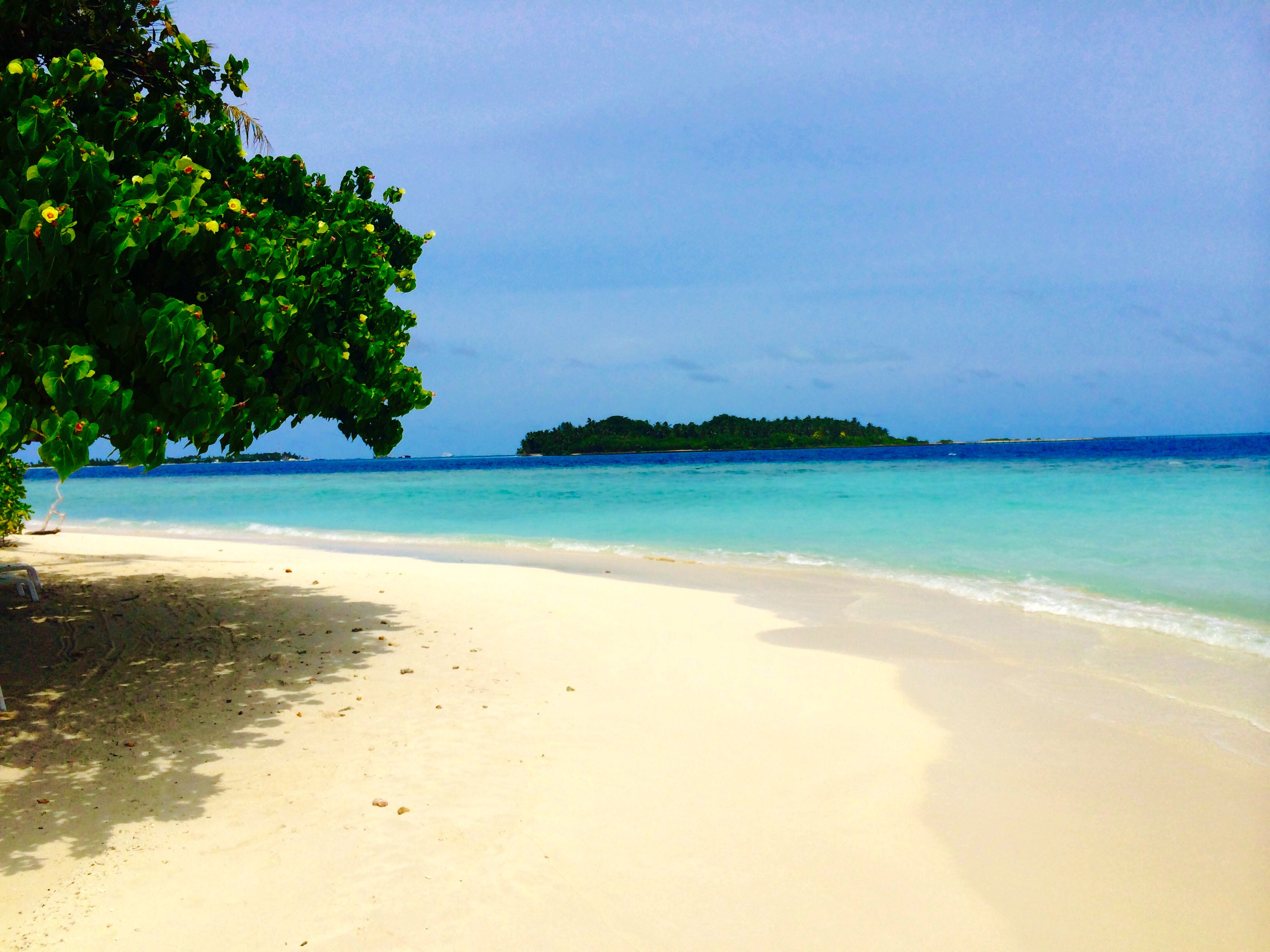
Vista de la vecina isla de Villvaru desde Biyadhoo.

La isla de Biyadhoo a menudo se conoce como una isla de buceo y su situación en el atolón de Malé del Sur da acceso a muchos sitios de buceo famosos en las Maldivas. El buceo en la zona es famoso por sitios como Kandooma Thila, conocido por sus densos bancos de especies de peces, las cuevas de Kandooma, que son famnosas por sus corales blandos, y el Área Marina Protegida de Guraidhoo Kandu, que es un amplio, canal rápido. El Centro de deportes acuáticos administra el buceo en las islas Villvaru y Biyadhoo. Está cerca de la costa en todos los sentidos, con una gran cantidad de crecimiento de coral dentro de su laguna, así como en el descenso. Otras actividades de deportes acuáticos en la isla incluyen snorkel, windsurf, navegación en catamarán y remo en canoa.